# VEDA, vydavateľstvo Slovenskej akadémie vied
VEDA, vydavateľstvo Slovenskej akadémie vied (w latach 1943–1953 Vydavateľstvo Slovenskej akadémie vied a umení, w latach 1953–1973 Vydavateľstvo Slovenskej akadémie vied) – wydawnictwo Słowackiej Akademii Nauk, które „publikuje najbardziej istotne wyniki działalności naukowo-badawczej w naukach o przyrodzie nieożywionej i ożywionej oraz w dziedzinie nauk społecznych”.

## Historia
Wydawnictwo „Veda” powstało pierwotnie w 1943 r. w ramach Słowackiej Akademii Nauk i Sztuk. Po przewrocie lutowym jego działalność była krytykowana i w tym okresie wydawnictwo było przez pewien czas (wrzesień 1950 – czerwiec 1951) pozbawione kierownictwa. Na rok 1953 datuje się oficjalne powstanie wydawnictwa pod nazwą „Vydavateľstvo Slovenskej akadémie vied”. W pierwszych latach swojego istnienia „Veda” była skoncentrowana na naukach społecznych, stopniowo wzrastał udział tytułów przyrodniczych i naukowych. W latach 1953–1968 wyszło 1357 publikacji z naukowym w nakładzie 2,4 miliona egzemplarzy. Po sierpniu 1968 działalność wydawnictwa została nieznacznie zakłócona, ale zaczęła się konsolidować od wczesnych lat siedemdziesiątych. 2 lipca 1973 nazwa została zmieniona na „VEDA, Vydavateľstvo Slovenskej akadémie vied”. W latach osiemdziesiątych „Veda” wydawała rocznie około 75–80 tytułów. W latach 1953–1980 wyszło łącznie 2116 tytułów książkowych w nakładzie 4102 milionów egzemplarzy. Po roku 1989 „Veda” transformowała się z organizacji budżetowej (rozpočtová organizácia) na organizację typu príspevková organizácia (z dniem 1 stycznia 1993 r.). Przejście na gospodarkę rynkową doprowadziło do zmniejszenia liczby wydawanych tytułów – w 1993 r. było to 50% poziomu z 1990 r. Od 1995 r. następuje stopniowe ożywienie działalności. Do 2004 r. liczba książek wzrosła do prawie 3500, a w 2014 r. przekroczyła liczbę 5000.
W 2000 r. doszło do połączenia „Vedy” z Poligrafią Literatury Naukowej i Czasopisów SAV.

## Istotne publikacje
Można wśród nich wymienić:
- Slovník súčasného slovenského jazyka
- Historický slovník slovenského jazyka
- Synonymický slovník slovenčiny
- Encyklopédia Slovenska
- Encyklopédia ľudovej kultúry Slovenska
- Encyclopaedia Beliana
- Slovník slovenských nárečí